# Stepan Wassiljewitsch Smolenski
Stepan Wassiljewitsch Smolenski (russisch Степан Васильевич Смоленский, wiss. Transliteration Stepan Vasil'evič Smolenskij; * 8. Augustjul. / 20. August 1848greg. in Kasan; † 20. Julijul. / 2. August 1909greg. in Wassilsursk) war ein russischer Komponist, Kirchenmusiker und Musikwissenschaftler.

## Leben
Smolenski war u. a. tätig als Direktor der Moskauer Synodalschule und als Professor für Kirchenmusik am Moskauer Konservatorium. Zu seinen bekanntesten Schülern zählen Sergej Rachmaninow und Pawel Grigorjewitsch Tschesnokow.